# Nemessándorháza
Nemessándorháza (ehemals Sándorháza) ist eine ungarische Gemeinde im Kreis Zalaegerszeg im Komitat Zala.

## Geografische Lage
Nemessándorháza liegt gut zehn Kilometer südöstlich der Kreisstadt Zalaegerszeg und acht Kilometer nordwestlich der Stadt Pacsa. Nachbargemeinden sind Búcsúszentlászló und Nemesszentandrás.

## Sehenswürdigkeiten
- Kruzifixe
- 1848/1849er-Denkmal
- Römisch-katholische Kirche Szent Család
- Römisch-katholischer Glockenturm, erbaut 1864
- Sándor-Nemes-Statue
- Szent-Donát-Statue
- Szent-István-Büste

## Infrastruktur
Im Ort gibt es Bücherei, Kulturhaus, einen Genossenschaftsladen, das Bürgermeisteramt und eine Kirche. Die Gemeinde ist traditionell landwirtschaftlich geprägt mit Obst-, Gemüse- und Weinbau. Daneben spielte die Imkerei eine bedeutende Rolle. 1992 errichtete die Firma Delforg eine Fabrik für Tiefkühlprodukte. Die Kühlanlage der Fabrik kann bis zu 300 Tonnen Tiefkühlprodukte aufnehmen.

## Verkehr
Nemessándorháza ist nur über die Nebenstraße Nr. 73227 zu erreichen. Es bestehen Busverbindungen über Nemesszentandrás nach Búcsúszentlászló sowie nach Zalaegerszeg und Pacsa. Der nächstgelegene Bahnhof befindet sich zweieinhalb Kilometer entfernt in Búcsúszentlászló.